# 2020 도쿄 올림픽 - The Official Video Game
《2020 도쿄 올림픽 - The Official Video Game》(일본어: 東京2020オリンピック The Official Video Game, 영어: Olympic Games Tokyo 2020 - The Official Video Game)은 세가 게임스가 개발하고 배급한 2020년 하계 올림픽의 공식 올림픽 비디오 게임이다. 일본에서 하계 올림픽이 코로나19 범유행으로 연기되기 이전의 본래 개막식 날짜인 1년 전인 2019년 7월 24일 출시되었다. 2012년 공개된 런던 올림픽의 공식 게임 2012년 하계 올림픽 이래로 처음 발매된 공식 올림픽 게임이다.
본 게임은 80개의 국가대표팀과 18개의 경기를 제공한다. 플레이어들은 자신만의 캐릭터를 만들어, 가상 플레이어나 실제 플레이어와 경기를 플레이할 수 있다.

## 경기
게임 내에선, 이하 경기를 플레이할 수 있다. 4개의 경기가 무료 발매 후 업데이트로서 제공되었다.
| - 육상 - 트랙 - 100m 달리기 - 110m 허들 - 4x100m 계주 - 필드 - 멀리뛰기 - 해머던지기 - 수영 - 100 m 자유형 - 200 m 개인 혼영 | - 그 외 - 야구 - 농구 - 비치발리볼 - 복싱 - BMX - 축구 - 유도 - 7인제 럭비 - 스포츠클라이밍 - 탁구 (단식/복식) - 테니스 (단식/복식) |